# Isao Kimura
Isao Kimura (木村 功 Kimura Isao?,  Hiroshima, Japón, 22 de julio de 1923 - Tokio, Japón, 4 de junio de 1981) fue un actor japonés. Apareció en varias películas dirigidas por el célebre Akira Kurosawa, siendo su primer papel el del criminal Yusa en El perro rabioso (1949). Otro de sus papeles más notable fue el de Katsushiro en Los siete samuráis.
Kimura nació en Senda, Hiroshima, pero a muy corta edad se trasladó a Tokio, dónde se graduó en 1943. En 1945, regresó a Hiroshima, lugar donde perdería a su familia por la bomba atómica lanzada el 6 de agosto. En 1948, contrajo matrimonio con Kozue Kimura, con quien estuvo casado por casi cuarenta años.
Kimura murió de cáncer de esófago el 4 de junio de 1981, poco antes de su cumpleaños número cincuenta y ocho.

## Filmografía

### Cine
| Año  | Título                                           | Personaje                      | Notas |
| ---- | ------------------------------------------------ | ------------------------------ | ----- |
| 1942 | Hawai Mare oki kaisen                            | Kurata                         |       |
| 1947 | The Love of the Actress Sumako                   |                                |       |
| 1949 | El perro rabioso                                 | Yusa, el criminal              |       |
| 1950 | Angry Street                                     | Joji                           |       |
| 1951 | Elegy                                            |                                |       |
| 1951 | Nakinureta ningyô                                |                                |       |
| 1951 | Dokkoi ikiteru                                   |                                |       |
| 1951 | La bailarina                                     | Nozu                           |       |
| 1952 | Yamabiko gakkô                                   |                                |       |
| 1952 | Boryoku                                          |                                |       |
| 1952 | Ikiru                                            | Interno                        |       |
| 1952 | Shinkû chitai                                    | Kitani                         |       |
| 1953 | Onna hitori daichi o yuku                        |                                |       |
| 1953 | Pu-san                                           |                                |       |
| 1954 | Los siete samuráis                               | Katsushiro Okamoto             |       |
| 1954 | Okuman choja                                     | Koroku Tate                    |       |
| 1954 | Ashizuri misaki                                  |                                |       |
| 1955 | Ningen gyorai kaiten (人間魚雷回天)              |                                |       |
| 1955 | Ofukuro                                          |                                |       |
| 1955 | Uruwashiki saigetsu                              |                                |       |
| 1955 | Asunaro monogatari                               | Kashima                        |       |
| 1956 | Kyatsu o nigasuna                                | Takeo Fujisaki                 |       |
| 1956 | Tengoku wa doko da                               |                                |       |
| 1956 | Boshizô                                          | Shimizu                        |       |
| 1957 | Throne of Blood                                  | Samurai fantasma               |       |
| 1957 | The Rice People                                  | Senkichi                       |       |
| 1957 | Bibô no miyako                                   |                                |       |
| 1957 | Jun'ai monogatari                                | Doctor en el hospital Segawa   |       |
| 1958 | Anzukko                                          | Ryokichi Urushiyama, el esposo |       |
| 1958 | Kisetsufu no kanatani                            |                                |       |
| 1958 | Summer Clouds                                    | Okawa                          |       |
| 1959 | Kêdamonô no torû michi                           |                                |       |
| 1959 | Onna to kazoku                                   | Joshichi                       |       |
| 1959 | Hahakogusa                                       | Yoshihiko Takayama             |       |
| 1959 | Keishichô monogatari: Iryûhin nashi              |                                |       |
| 1960 | Shiroi gake                                      |                                |       |
| 1960 | Yôtô monogatari: hana no Yoshiwara hyakunin-giri |                                |       |
| 1960 | Ikinuita jûroku-nen: Saigo no Nippon-hei         | Oficial del ejército Takano    |       |
| 1961 | Kênju yaro ni gôyojin                            |                                |       |
| 1961 | Miyamoto Musashi                                 | Hon'iden Matahachi             |       |
| 1961 | Machi                                            | Editor de periódico            |       |
| 1961 | Hachi-nin me no teki                             | Kutsuda                        |       |
| 1962 | Knightly Advice                                  |                                |       |
| 1962 | Nippon no obaachan                               | Taguchi                        |       |
| 1962 | Gan no tera                                      | Atsumichi Uda                  |       |
| 1962 | Watakushi-tachi no kekkon                        |                                |       |
| 1962 | Miyamoto Musashi: Showdown at Hannyazaka Heights | Hon'iden Matahachi             |       |
| 1963 | Seki no yatappe                                  |                                |       |
| 1963 | High and Low                                     | Detective Arai                 |       |
| 1963 | Bushido, Samurai Saga                            | Hirotano Iguchi                |       |
| 1963 | Miyamoto Musashi: Nitôryû kaigen                 | Hon'iden Matahachi             |       |
| 1963 | Tengoku to jigoku (天国と地獄）                  |                                |       |
| 1964 | Miyamoto Musashi: The Duel at Ichijoji           | Hon'iden Matahachi             |       |
| 1964 | Assassination                                    | Tadasaburô Sasaki              |       |
| 1964 | Ware hitotsubu no mugi naredo                    |                                |       |
| 1964 | Yoru no henrin                                   | Saitô                          |       |
| 1964 | Bakumatsu zankoku monogatari                     |                                |       |
| 1965 | Miyamoto Musashi: Ganryû-jima no kettô           | Hon'iden Matahachi             |       |
| 1965 | Akutô                                            | Shioya Hangan                  |       |
| 1965 | Tange Sazen: Hien iaigiri                        | Yagyu Genzaburo                |       |
| 1966 | Aogeba tôtoshi                                   |                                |       |
| 1967 | The Affair                                       | Mitsuhuru                      |       |
| 1967 | Tabiji                                           | Eikichi                        |       |
| 1967 | Flame and Women                                  | Shingo, Ibuki                  |       |
| 1968 | Black Lizard                                     | Detective Kogoro Akechi        |       |
| 1968 | Black Lizard                                     | Detective Kogoro Akechi        |       |
| 1968 | Affair In The Snow                               | Kazuo Imai                     |       |
| 1969 | Snow Country                                     | Shimamura                      |       |
| 1969 | Secret Information                               | Goro Izawa                     |       |
| 1970 | Sakariba nagashi uta: Shinjuku no onna           | Funaki                         |       |
| 1970 | Tenkan no abarembo                               | Hanpeita Takechi               |       |
| 1971 | Confessions Among Actresses                      | Director Nose                  |       |
| 1974 | Kozure Ōkami: Jigoku e ikuzo! Daigoro            | Tsuchigumo Hyoei               |       |
| 1974 | Pastoral: To Die in the Country                  | Crítico de películas           |       |
| 1978 | Nagisa no shiroi ie                              | Toshihiko Kurahashi            |       |